# Bourg de Chengchuan
Cette page contient de l'alphabet mongol. En cas de problème, consultez Aide:Unicode ou testez votre navigateur.
Le bourg de Chengchuan (chinois : 城川镇 ; pinyin : chéngchuān zhèn) également appelée en Boru balɡasu (mongol : ᠪᠣᠷᠤ
ᠪᠠᠯᠭᠠᠰᠤ, VPMC : Boru balɡasu, cyrillique : бор балгас, MNS : bor balgas, littéralement : ruine grise) est un bourg situé dans la Bannière avant d'Otog, dans la ville-préfecture d'Ordos, dans la région autonome de Mongolie-Intérieure, en République populaire de Chine.
Le missionnaire scheutiste belge, Joseph Van Hecken y a séjourné DE 1933 à 1937.